# Sanskar Kendra
 (mai 2017).
Sanskar Kendra est un musée situé à Ahmedabad en Inde. Projeté par l'architecte Le Corbusier en 1956, c'est un musée consacré aux cultures, à l'art, l'histoire et l'architecture de la ville. Le bâtiment est placé au carrefour du pont Sardar sur la rivière Sabarmati.

## Description
Le musée est posé sur des pilotis de 3,4 mètres de haut. La trame structurelle est de 7x7 m. On entre par en dessous, en pénétrant dans une cour intérieure avec un bassin et une rampe qui emmène aux pièces d'exposition. Sur le toit se trouvent 45 bassins de rétention d'eau dans lesquels poussent des plantes. L'extérieur du bâtiment est en brique rouge et les éléments structurels sont en béton.